# Wittring
Wittring (fràncic lorenès Wittringe) és un municipi francès situat al departament del Mosel·la i a la regió del Gran Est. L'any 2007 tenia 826 habitants.

## Demografia

### Població
El 2007 la població de fet de Wittring era de 826 persones. Hi havia 303 famílies, de les quals 56 eren unipersonals (12 homes vivint sols i 44 dones vivint soles), 96 parelles sense fills, 131 parelles amb fills i 20 famílies monoparentals amb fills.
La població ha evolucionat segons el següent gràfic:
Habitants censats

### Habitatges
El 2007 hi havia 334 habitatges, 313 eren l'habitatge principal de la família, 5 eren segones residències i 16 estaven desocupats. 313 eren cases i 21 eren apartaments. Dels 313 habitatges principals, 272 estaven ocupats pels seus propietaris, 22 estaven llogats i ocupats pels llogaters i 19 estaven cedits a títol gratuït; 1 tenia una cambra, 6 en tenien dues, 23 en tenien tres, 80 en tenien quatre i 203 en tenien cinc o més. 256 habitatges disposaven pel capbaix d'una plaça de pàrquing. A 108 habitatges hi havia un automòbil i a 168 n'hi havia dos o més.

### Piràmide de població
La piràmide de població per edats i sexe el 2009 era:
| Homes | Edats   | Dones |
| ----- | ------- | ----- |
| 0     | 95 o +  | 0     |
| 0     | 90 a 94 | 0     |
| 4     | 85 a 89 | 8     |
| 4     | 80 a 84 | 8     |
| 12    | 75 a 79 | 8     |
| 4     | 70 a 74 | 24    |
| 44    | 65 a 69 | 20    |
| 16    | 60 a 64 | 32    |
| 28    | 55 a 59 | 24    |
| 28    | 50 a 54 | 36    |
| 12    | 45 a 49 | 24    |
| 28    | 40 a 44 | 16    |
| 20    | 35 a 39 | 28    |
| 40    | 30 a 34 | 40    |
| 28    | 25 a 29 | 20    |
| 20    | 20 a 24 | 16    |
| 20    | 15 a 19 | 24    |
| 36    | 10 a 14 | 24    |
| 28    | 5 a 9   | 28    |
| 28    | 0 a 4   | 28    |

## Economia
El 2007 la població en edat de treballar era de 541 persones, 353 eren actives i 188 eren inactives. De les 353 persones actives 324 estaven ocupades (184 homes i 140 dones) i 29 estaven aturades (16 homes i 13 dones). De les 188 persones inactives 54 estaven jubilades, 58 estaven estudiant i 76 estaven classificades com a «altres inactius».

### Ingressos
El 2009 a Wittring hi havia 326 unitats fiscals que integraven 839 persones, la mediana anual d'ingressos fiscals per persona era de 17.230 €.

### Activitats econòmiques
Dels 10 establiments que hi havia el 2007, 1 era d'una empresa de fabricació d'altres productes industrials, 2 d'empreses de construcció, 2 d'empreses de comerç i reparació d'automòbils, 1 d'una empresa d'hostatgeria i restauració, 1 d'una empresa d'informació i comunicació, 1 d'una empresa financera, 1 d'una empresa de serveis i 1 d'una entitat de l'administració pública.
L'únic servei als particulars que hi havia el 2009 era una oficina bancària.
L'any 2000 a Wittring hi havia 8 explotacions agrícoles que ocupaven un total de 320 hectàrees.

## Equipaments sanitaris i escolars
El 2009 hi havia 1 escola maternal i 1 escola elemental integrada dins d'un grup escolar amb les comunes properes formant una escola dispersa.

## Poblacions més properes
El següent diagrama mostra les poblacions més properes.